# آلبزه کن کاسانو
البس کن کاسانو (به ایتالیایی: Albese con Cassano) یک سکونتگاه مسکونی در ایتالیا است که در استان کومو واقع شده‌است.

## خصوصیات
البس کن کاسانو ۸ کیلومترمربع مساحت و ۳٬۹۸۶ نفر جمعیت دارد و ۴۰۲ متر بالاتر از سطح دریا واقع شده‌است.